# Ласкар
Ласкар (ісп. Láscar) — найактивніший вулкан в чилійських Андах, розташований на кордоні з Болівією на схід від солончака Салар-де-Атакама та на захід від вулкана Аґуас-Кальєнтес на березі озера Лагуна-Лехія.

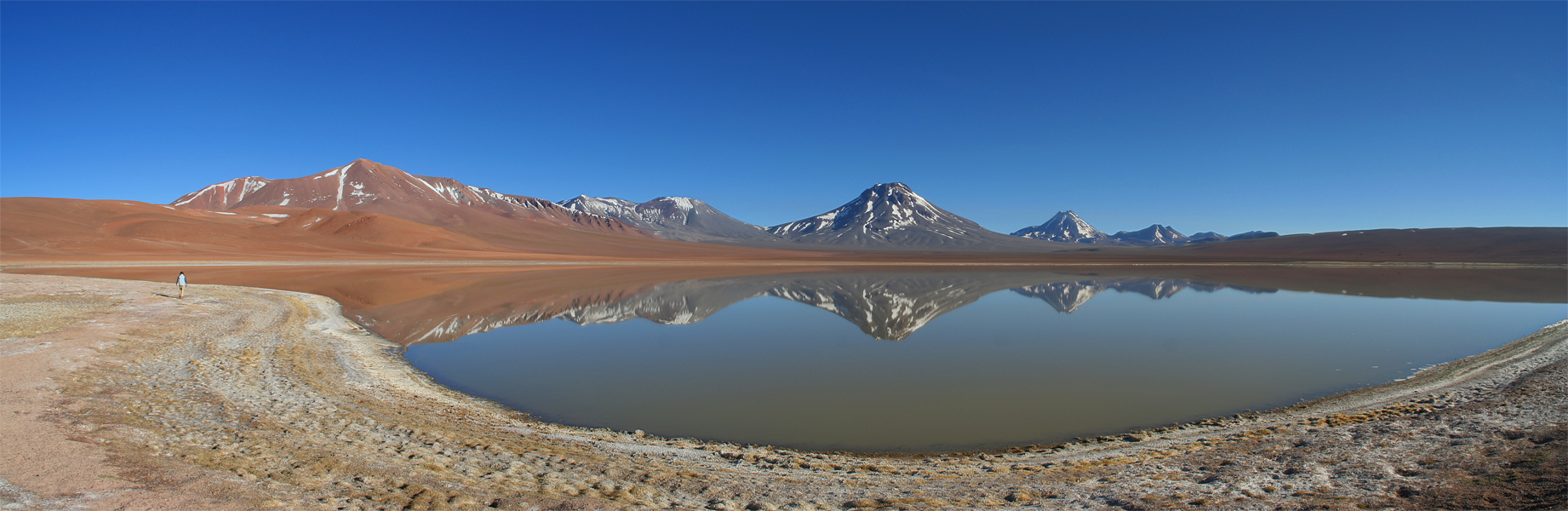
Озеро Лагуна-Лехія та вулкани Ласкар, Аґуас-Кальєнтес і Акамарачі

Цей андезитно-дацитний стратовулкан має не вершині шість кратерів, що перекриваються. Потоки лави стікають з північно-західного кратера. Найбільше виверження Ласкара відбулося приблизно 26500 років тому, а потім — виверження 9000 років тому, після чого активність перемістилася на східну частину вулкана, де сформувалися три нові кратери. Часті невеликі та помірні виверження реєструвалися з середини XIX століття, так само як і кілька великих вивержень, що засипали попелом територію на сотні кілометрів від вулкана. Найбільше історичне виверження відбулося в 1993 році, в результаті нього лава досягла 8,5 км на північний схід, а попіл випав навіть у Буенос-Айресі. Остання серія невеликих вивержень відбулася в період з квітня 2006 року по січень 2007 року.